# Проекция Вернера

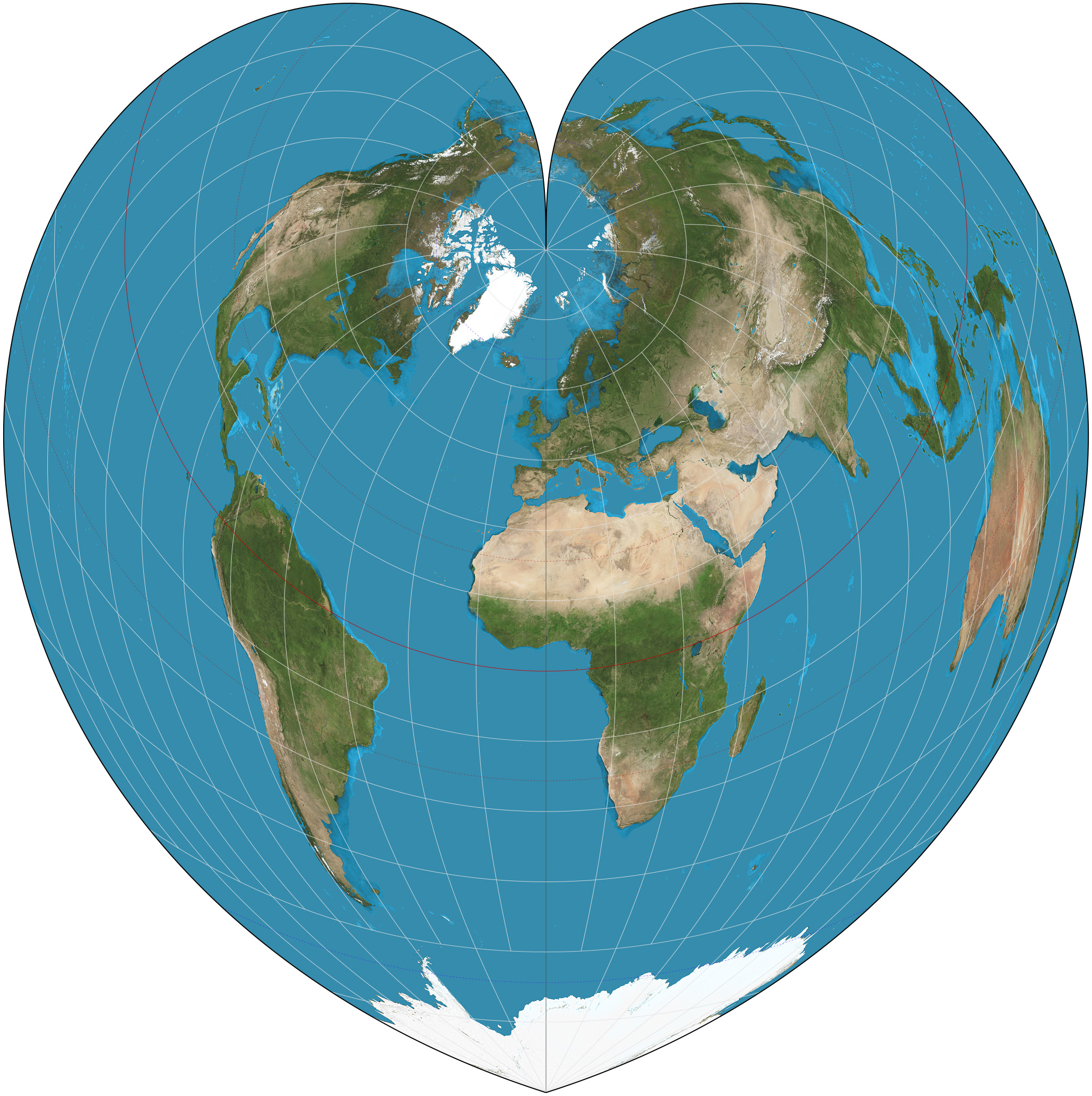
Проекция Вернера для земного шара

Проекция Вернера (известная также как проекция Стаба-Вернера или Стабиуса-Вернера) — псевдоконическая равновеликая картографическая проекция. Как и другие проекции, отображающие геоид в виде фигуры в форме сердца, она также классифицируется как «кардиоидная» проекция. Создатели проекции — приходской священник из Нюрнберга Йоханнес Вернер (1466—1528), улучшивший и распространивший эту проекцию, которая ранее (около 1500 года) была создана Иоганнесом Стабиусом (Стабом) из Вены.
После того, как проекция в 1514 году была опубликована Вернером в книге «Nova translatio primi libri geographiaae C. Ptolemaei» (с лат. — «Новый перевод первой книги по географии Птолемея»), она в 16 и 17 веках широко использовалась в картах мира и континентов. В конце 16 века проекцию использовали Меркатор, Оронций Финеус и Абрахам Ортелий для создания карт Азии и Африки. К 18 веку была заменена проекцией Бонне и в настоящее время используется только в образовательных целях.
Проекция является частным случаем проекции Бонне, у которой в качестве стандартной параллели взят северный или южный полюс (90° с.ш. или 90° ю.ш.). Расстояния вдоль любой параллели и вдоль центрального меридиана соответствуют реальности. Также соответствуют реальности расстояния от любой точки до того полюса, который является центром проектирования.